# Gynandrobremia
Gynandrobremia is een muggengeslacht uit de familie van de galmuggen (Cecidomyiidae).

## Soorten
- G. salicicola Mamaev, 1965
- G. viciae Mamaev, 1965